# Viladecavalls
Viladecavalls település Spanyolországban, Barcelona tartományban. Lakosainak száma 7802 fő (2024).

## Földrajza
Viladecavalls Abrera, Olesa de Montserrat, Vacarisses, Terrassa és Ullastrell községekkel határos.

## Népesség
A település lakosságának változását az alábbi diagram mutatja:
| Lakosok száma | 67   | 791  | 703  | 650  | 2379 | 6838 | 7322 | 7395 | 7512 | 7802 |
|               | 1717 | 1887 | 1936 | 1960 | 1986 | 2004 | 2009 | 2014 | 2019 | 2024 |